# Гвинт
«Гвинт» (англ. Gwent, пол. Gwint, также известная как «Гвинт: Ведьмак. Карточная игра») — бесплатная коллекционная карточная игра для Microsoft Windows, iOS и Android, разработанная и изданная компанией CD Projekt RED и выпущенная в 2018 году. «Гвинт» является развитием мини-игры из ролевой компьютерной игры «Ведьмак 3: Дикая Охота».
Матч в игре разбит на 2—3 раунда. В каждом раунде игроки по очереди ходят ровно одной картой из своей руки до тех пор, пока один из них не спасует. Второй игрок имеет возможность сделать ещё один или несколько ходов, после чего также спасовать, что завершит раунд. Победителем раунда будет объявлен игрок, набравший большее количество очков, равных суммарной силе отрядов на поле, после чего все отряды с поля будут убраны, а игроки получат по три карты в дополнение к сохранённым с предыдущих раундов. Для победы в матче необходимо выиграть 2 раунда.
«Гвинт» является киберспортивной дисциплиной; CD Projekt RED спонсирует и проводит турниры по игре с 2017 года. С августа 2017 года они формируют лигу Gwent Masters с призовым фондом 850 000 долларов США. Шанс поучаствовать в официальных киберспортивных соревнованиях получают 200 лучших игроков по итогам рейтинговых сезонов ранга Pro, длящихся месяц.
Игра получила положительные отзывы критиков. Рецензенты хвалили игру за графику и оригинальность механики, однако критиковали за низкий темп игры.

## Игровой процесс

### Формат матча

Игровое поле «Гвинта» в релизной версии игры

Гвинт является пошаговой коллекционной карточной игрой. В начале матча каждый игрок берёт 10 карт из заранее приготовленной колоды, после чего начинается фаза замены карт (сленг. «муллиган» от англ. mulligan): у игроков есть возможность несколько раз вернуть одну карту из своей руки в колоду и взять взамен новую карту с верха колоды. После того как оба игрока закончили менять свои карты, они начинают по очереди ходить, играя за ход ровно одну карту с руки, при этом в рамках хода могут быть использованы дополнительные действия — например, способность лидера. Вместо хода игрок может спасовать, обозначив тем самым, что он не будет больше ходить или совершать любые другие действия в этом раунде, после чего второй игрок получает возможность сыграть любое количество карт перед тем, как также спасовать. Раунд заканчивается когда спасовали оба игрока, при этом игрок, набравший большее количество очков, побеждает в раунде. В конце раунда сыгранные карты отправляются в сброс, каждый игрок берёт в руку до трёх карт из колоды в дополнение к тем, что остались у него с прошлого раунда (при этом число карт в руке каждого игрока ограничено десятью), после чего начинается новый раунд и новая фаза замены карт. В случае если раунд закончился равенством очков, победа засчитывается обоим игрокам. В матче побеждает игрок, выигравший два раунда — таким образом, игра длится от двух до трёх раундов.
Игровое поле для каждой стороны разделено на два ряда: рукопашный и дальнобойный. Играемые карты могут выкладываться на любой ряд, однако способности карт могут меняться в зависимости от того, в какой ряд они сыграны; в частности, способность некоторых карт могут срабатывать только в определённом ряду. Карты делятся на три типа: отряды, которые выкладываются на поле и имеют силу, прибавляемую к очкам; особые карты, которые имеют единовременный эффект и не появляются на поле — например, усиление отряда или нанесение урона; и артефакты, которые играются на поле, но не имеют силы. Помимо прямого влияния на силу отрядов, карты могут накладывать на себя или другие карты статусы — такие как «щит» или «яд». Каждый ряд ограничен 9 картами — таким образом, на поле одновременно может находиться не более 18 отрядов или артефактов с каждой стороны.
Очерёдность ходов определяется жребием. Игрок, ходящий первым, начинает с картой стратегического приёма на своей стороне поля, дающей ему определённое преимущество; вид этой карты выбирается игроком на этапе создания колоды. Средняя продолжительность одного матча составляет 10—20 минут.

### Создание колод
В игре существует 6 фракций: Монстры, Скоя’таэли, Нильфгаард, Скеллиге, Королевства Севера и Синдикат; у каждой фракции есть свой набор карт и лидеров, а также ряд уникальных механик. Так, многие карты Синдиката используют механику крон: одни карты приносят игроку монеты, а способности других карт их тратят. Помимо фракционных карт, существуют нейтральные — карты, которые можно использовать в колодах любой фракции, а дополнение «Новиград» добавило в игру несколько межфракционных карт, принадлежащих сразу к нескольким фракциям.
Каждая карта имеет свою стоимость в провизии, которая практически не влияет на игровой процесс во время проведения матчей, однако влияет на этап создания колод. У каждого лидера есть своё ограничение по провизии, и суммарная стоимость всех карт в колоде не должна превышать этого значения. В колоде должно быть минимум 25 карт, 13 из которых должны быть отрядами; колоды с большим количеством карт возможны, однако они, как правило, менее надёжны, поскольку увеличение числа карт уменьшает вероятность выпадения сильных. Карты делятся на бронзовые, которые могут присутствовать в колоде в двух экземплярах, и золотые, которые должны быть уникальными.

### Игровые режимы
Основным режимом игры является «классический». В нём игроки разделены на 30 рангов, среди которых 30 является низшим, а 1 — высшим. Для повышения ранга необходимо собрать мозаику, состояющую из пяти кусочков, получаемых за победы и теряемых за поражения. Игроки, получившие следующий ранг после 1, получают «ранг Pro» (англ. Pro Rank).
Помимо классического режима в игре есть «сезонный режим» и «режим драфта» (подбора карт). «Сезонный режим» меняется несколько раз за сезон (раз в неделю) и обладает уникальными правилами, например, «на ход даётся 8 секунд» или «особые карты играются дважды». В «режиме драфта» игроки собирают колоду без ограничений по фракциям, выбирая из нескольких наборов карт, предлагаемых случайным образом, после чего сражаются против других игроков с аналогично составленными колодами пока не выиграют девять раз или не проиграют три. Также доступен тренировочный режим, в котором игрок может сразиться против компьютера, либо другого игрока не потеряв при поражении часть мозаики, но и не получив её при победе.

### Прогрессия
Основной валютой является руда, за которые могут быть приобретены бочки (наборы карт), зарабатываемая ежедневными заданиями. Другой валютой являются обрывки, получаемые при уничтожении карт из коллекции, которые можно тратить на приобретение новых карт. Также в игре присутствует метеоритная пыль, которую можно приобретать за реальные деньги и тратить на косметические награды.
Важным элементом прогрессии «Гвинта» являются очки наград, получаемые за выполнение внутриигровых достижений, за которые в дальнейшем могут быть приобретены пункты в деревьях наград. Различные пункты могут давать игроку как небольшое количество внутриигровой валюты, так и бочки с картами и косметические награды. Кроме того игроки получают ежедневную награду за вход игру и небольшой бонус каждый раз, когда противник благодарит его за хорошую игру (нажимает кнопку «GG» — good game)
Участие в матчах приносит опыт, с помощью которых повышается уровень профиля. Максимальный уровень — 60, после которого дальнейшее получение опыта приведёт к сбросу уровня профиля и получению уровня престижа, который даёт игроку постоянный бонус. Так, достижение третьего уровня престижа увеличивает награды, получаемые игроком за благодарности за игру. Также в игре присутствует боевой пропуск, называемый «Путешествием», в котором игроки получают уровни боевого пропуска за победы в раундах и выполнение еженедельных заданий, благодаря которым им разблокируются очки наград и косметические предметы.

## Разработка и выпуск

### Предыстория и анонс

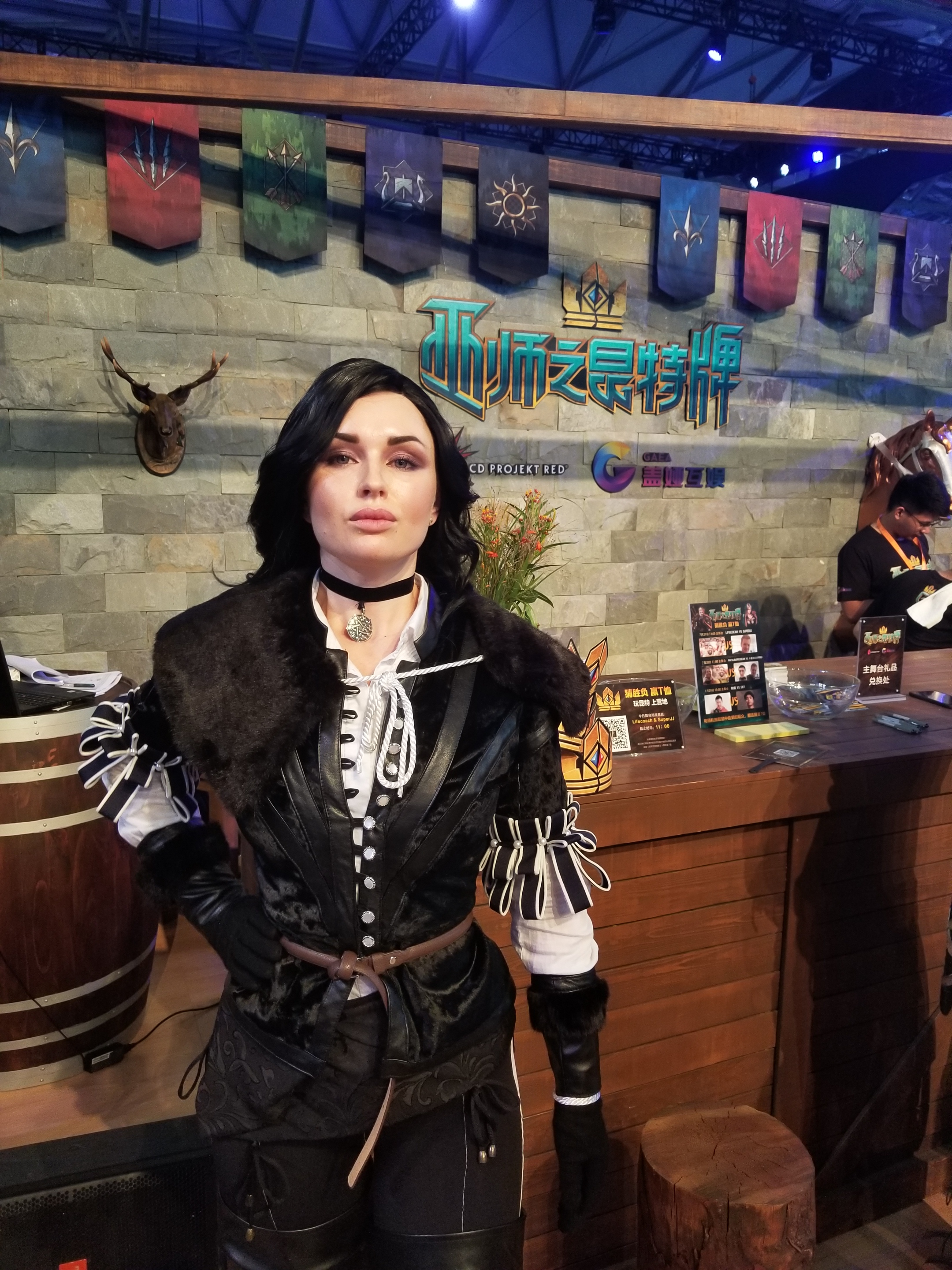
Стенд игры на выставке ChinaJoy в 2017 году

Впервые игра «Гвинт» (пол. Gwint) была упомянута в пятой книге цикла «Ведьмак» Анджея Сапковского, «Крещение огнём», в одной сцене которой главный герой, Геральт из Ривии, наблюдал за игрой краснолюдов. В книге не объяснялись правила игры, оставляя их на воображение читателям. В мае 2015 года студия CD Projekt RED выпустила компьютерную игру «Ведьмак 3: Дикая Охота», в которую «Гвинт» был включён в качестве коллекционной карточной мини-игры. Игрок получал карты за выполнение заданий внутри игры, выигрывал их в карточных поединках или же покупал их у торговцев, после чего собирал из них колоды для игры. В «Гвинте» игроки по очереди выкладывали карты на стол, разделённый на три ряда (рукопашный, стрелковый и дальнобойный). Каждая карта имела номинал — количество очков, которое она приносила игроку. Когда оба игрока не могли или не хотели сделать очередной ход, раунд заканчивался, и игрок, набравший большее число очков, выигрывал в раунде. Для победы в матче необходимо было выиграть 2 из 3 раундов.
«Гвинт» полюбился фанатам «Ведьмака»: после выпуска игры фанаты начали самостоятельно изготавливать физические макеты карт и печатать их для игры вживую, а один вручную вырезал из дерева массивный стол для «Гвинта», чем поразил разработчиков игры. Кроме того разработчики начали получать большое количество писем с просьбами выпустить полноценный «Гвинт». Когда вышло дополнение «Ведьмак 3: Дикая Охота — Каменные сердца» в октябре 2015 года, его коробочная версия шла в комплекте с двумя колодами для «Гвинта» — фракциями Монстров и Скоя’таэлей; остальные две фракции игры, Нильфгаард и Королевства Севера, поставлялись с коллекицонным изданием «Ведьмака 3» для Xbox One. Второе дополнение «Ведьмак 3: Дикая Охота — Кровь и вино», вышедшее в мае 2016 года, добавило в «Гвинт» пятую фракцию с рядом уникальных механик — острова Скеллиге.
6 июня 2016 года CD Projekt RED зарегистрировали торговую марку и логотип «Gwent: The Witcher Card Game» в Европе. Неделей позже, на конференции Microsoft в рамках международной выставки Electronic Entertainment Expo 2016, «Гвинт» был анонсирован в качестве отдельной игры на платформах Microsoft Windows, Xbox One и PlayStation 4. По изначальному плану закрытое бета-тестирование должно было начаться в сентябре для Windows и Xbox One, и позже для PS4. Помимо сетевого режима игры было объявлено о работе над «полноформатным однопользовательским приключением». Им должна была стать игра на изометрической карте с нелинейными заданиями и озвученными диалогами, к разработке которой был привлечён главный дизайнер «Дикой Охоты». Планировалось выпустить несколько кампаний, каждая из которых будет рассказывать историю об отдельном герое. В конечном итоге однопользовательскую кампанию было решено выпустить в виде отдельной полноценной игры — «Кровная вражда: Ведьмак. Истории», а от остальных кампаний было решено отказаться.

### Бета-тестирование

Игровой стол «Гвинта» в одной из версий закрытого бета-теста

Закрытое бета-тестирование на платформах Windows и Xbox One началось 25 октября 2016 года, а на PS4 — 31 марта 2017 года. В рамках теста было представлено 4 фракции из 5 присутствовавших в «Ведьмаке 3» — Королевства Севера, Монстры, Скоя’таэли и Скеллиге — однако правила относительно «Ведьмака 3» значительно усложнились. Были добавлены новые типы способностей — активирующихся при специальных условиях, при уничтожении отряда или по прошествии нескольких ходов. Карты, делившиеся в «Ведьмаке 3» на обычные и героические, стали делиться на три класса — бронзовые, серебряные и золотые. Изменилась и визуальная часть игры: поле игры было переделано, многие карты — перерисованы и анимированы. Отсутствие в игре империи Нильфгаард разработчики объясняли тем, что поскольку Нильфгаард в «Ведьмаке 3» была сильнейшей фракцией, им пришлось потратить много времени на её балансировку. Нильфгаард был добавлен в игру 6 февраля 2017 года с большим обновлением, включающим в себя около шестидесяти новых карт.
Открытое бета-тестирование на ПК, Xbox One и PS4 было запущено 24 мая 2017 года. В игру были добавлены анимированные версии для всех карт и новые стартовые колоды. 29 сентября началось первое тематическое внутриигровое событие — Махакамский фестиваль эля, в рамках которого игрокам предлагалось пройти три задания для одиночной игры. Кроме того более 40 карт было сделано «подвижными» — их стало возможным играть в любом ряду. Второе тематическое событие, «Саовина: Праздник мёртвых», вышло 31 октября. 19 декабря вышло третье событие — «Зимняя охота».
28 февраля 2018 года в игру был добавлен новый режим — «Арена», по аналогии с существующими режимами в Hearthstone и The Elder Scrolls: Legends. В нём были отменены все ограничения на составление колоды, и игрок собирал свою колоду из всех имеющихся в игре карт, выбирая за раз по одной карте из четырёх случайных. После этого игроку предлагалось сражаться против аналогично составленных колод до тех пор, пока он не проиграет три раза. Режим вёл персонаж «Каменных сердец» — Гюнтер О’Дим.

### Homecoming и выпуск
13 апреля 2018 года студия объявила о том, что она начинает работу над Homecoming (с англ. — «возвращение домой») — масштабном обновлении, после которого будут выпущены как «Гвинт», так и «Кровная вражда». За эти 6 месяцев разработчики решили сократить число выпускаемых патчей до двух — апрельский должен был добавить в игру отсутствующие анимации карт, а майский — подправить баланс, после чего разработчики планировали полностью сосредоточиться на разработке Homecoming. Марцин Ивинский объяснял взятый перерыв так: «что мы поняли во время открытой беты — это то, как мы начали медленно отходить от нашего оригинального видения „Гвинта“. Сталкиваясь с ежедневной реальностью в виде регулярных обновлений и выпуска контента, мы забыли, что в игре было уникального и весёлого». В обновлении планировалась частичная переработка игровых режимов, достижений и системы вознаграждений; возвращение мрачной эстетики оригинальной серии «Ведьмака»; и исправление проблем с балансом — например, компенсация преимущества ходить вторым. Наработки были показаны в сентябре во время Gwent Challenger #4. Было изменено количество рядов — с трёх до двух, из игры были удалены серебряные карты, добавлен новый тип карт — артефакты, а также карта «тактическое преимущество», которую получал ходивший первым игрок. Способности большей части существующих карт были изменены. Также была добавлена система провизии: у каждой карты появилась стоимость, и при создании колоды, вместо строгих ограничений на число золотых карт, стало необходимым уложиться в определённое число провизии. Радикально поменялся и внешний вид — графический дизайн был разработан с целью создания ощущения битвы, а для лидеров были созданы полноценные трёхмерные модели. Обновление Homecoming было добавлено в игру 23 октября, в этот же день игра вышла из бета-теста
В марте 2019 года стало известно, что CD Projekt RED планирует выпустить «Гвинт» на мобильных устройствах. Релиз игры на iOS состоялся 29 октября 2019 года, а версия на Android стала доступна 24 марта 2020 года. В конце 2019 года студия объявила о прекращении поддержки версий игры для Xbox One и PlayStation 4, поскольку версии на ПК и iOS были значительно более популярными, а студия не считала возможным «поддерживать растущее количество различных версий Gwent: The Witcher Card Game, усредняя при этом функции между ними». Игрокам было предложено перенести свой прогресс с консолей в GOG. 19 мая 2020 года игра вышла в Steam.

### Поддержка игры после выпуска
- В январе 2019 года в игру было добавлено 5 новых лидеров из «Кровной вражды»: генерал Ардаль Аэп Даги для Нильфгаарда, королева Мэва для Королевств Севера, Арнйольф Отцеубийца для Скеллиге, Эльдайн для Скоя’таэлей и Гернихора для Чудовищ[49].
- 28 марта 2019 года вышло первое дополнение «Алое проклятие», добавившее в игру более 100 карт, новые ключевые слова и ещё по одному лидеру на каждую фракцию — Анна-Генриетта для Нильфгаарда, королева Калантэ для Королевств Севера, Свальблод для Скеллиге, Дана Меадбх для Скоя’таэлей и Детлафф Ван Дер Эретайн для Чудовищ[50][51].
- Второе дополнение, названное «Новиград», вышло 28 июня 2019 года и добавило в игру новую фракцию — Синдикат, образованную главарями новиградского преступного мира, с пятью новыми лидерами[52] и новым ресурсом — кронами, которые можно зарабатывать, играя одни карты, и тратить с помощью других[10]. Также были добавлены межфракционные карты[11].
- 2 октября 2019 года вышло третье дополнение, «Железная воля», с более 80 новыми картами[53].
- 9 декабря 2019 года было выпущено четвёртое дополнение — «Купцы из Офира», добавившее в игру более 70 новых карт, в том числе карты нового типа — стратегические приёмы и сценарии[8].
- 2 апреля 2020 года в «Гвинт» был добавлен боевой пропуск, названный «Путешествием», в ходе которого игроки могли разблокировать косметические награды[15][16]. Каждую неделю разработчики публиковали новую главу сюжетной истории и вводили несколько новых заданий. «Путешествие» длится около 90 дней, первый боевой пропуск был посвящён приключениям Геральта и Лютика[54].
- 30 июня 2020 года вышло пятое дополнение — «Господин Зеркало», добавившее в игру ряд новых ключевых слов, в том числе «Преданность», срабатывающее, если в колоде нет нейтральных карт, и новый тип карт — динамические, которые становятся сильнее с каждым раундом[55].
- 4 августа 2020 года вышел второй боевой пропуск, посвящённый истории Цири и Весемира[56].
- Героем следующего Путешествия, стартовавшего 3 ноября 2020 года, стал один из создателей ведьмаков чародей Альзур[57]. Также с обновлением от 3 ноября 2020 года на смену игровому режиму «арены» пришёл ранний доступ к режиму «драфта» (подбора карт), который разработчиики посчитали более удобным и подходящим для игровых механик, действующих в «Гвинте»[58].
- 8 декабря 2020 выпущено шестое обновление — «Путь ведьмака», которое принесло в игру 70 новых карт, новое ключевое слово — «адреналин» — и новый тип карт-артефактов — «локации»[59].
- 9 февраля 2021 года вышел очередной «боевой пропуск» с Йеннифэр из Венгерберга в качестве главного действующего лица[60].
- 24 мая 2021 года был анонсирован скорый выпуск сборника «Цена могущества», включающий в себя три дополнения. Первое из которых, состоящее из набора в 26 новых карт, — «Пылающий костёр» — увидело свет 8 июня 2021 года[61].
- 28 октября 2021 года вышел боевой пропуск, в котором рассказывается история становления дружбы между Регисом и Детлаффом[62].

### Прекращение поддержки
В 2022 году разработчики объявили, что в 2023 году будет выпущен последний набор карт и проведён последний киберспортивный сезон, после чего поддержка игры будет прекращена. Для дальнейших исправлений баланса будет выпущен инструмент Gwentfinity (с англ. — «гвинтсконечность»), с помощью которого регулировать баланс смогут сами игроки.

## Киберспорт

### Первый официальный турнир
Первый официальный турнир по «Гвинту», названный Gwent Challenger, был проведён 13 мая 2017 года — когда игра ещё была на стадии закрытого бета-тестирования. Призовой фонд Gwent Challenger составил 100 000 долларов США, а турнир был проведён в рамках партнёрского соглашения с Electronic Sports League на ESL Katowice. В турнире приняли участие четыре приглашённых игрока — профессиональные игроки в Hearthstone Джеффри «Trump» Шин, Эйдриан «Lifecoach» Кой и Касем «Noxious» Кхиладжи, а также владелец организации Evil Geniuses Питер «ppd» Дагер; и 4 игрока-любителя, отобранных на открытых квалификациях, проводимых среди 256 лучших игроков региона. Регионов было два: Редания, квалификация которой была проведена по стандартному времени по Гринвичу, и Темерия, чья квалификация прошла по стандартному тихоокеанскому времени. Игроки готовили к соревнованию по 4 колоды разных фракций, одна из которых вычёркивалась оппонентом в начале каждого матча. После того как игрок выигрывал на какой-то колоде, он терял возможность играть на ней дальше, а для победы в матче необходимо было выиграть на всех трёх колодах.
Победителем турнира стал Эйдриан «Lifecoach» Кой, одержавший в финале победу над Касемом «Noxious» Кхиладжи со счётом 3:2. Победитель получил 60 000 долларов США, а серебряный призёр — 20 000. Во время финального матча «Гвинту» удалось вырваться в верхнюю строчку на платформе Twitch.

### Первый сезон Gwent Masters
22 августа 2017 года компания CD Projekt RED анонсировала серию турниров, названную Gwent Masters, с суммарным призовым фондом 850 000 долларов США. В рамках Gwent Masters проводятся турниры трёх уровней: восемь Gwent Open, четыре Gwent Challenger и заключительный Gwent World Masters. Также в игру был введён новый рейтинговый режим — Pro Ladder, участие в котором даёт игрокам шанс попасть на соревнования. Участие в соревнованиях по «Гвинту», в том числе сторонних с призовым фондом более 10 000 долларов, а также попадание в 200 лучших игроков по итогам Pro Ladder позволяет игрокам зарабатывать рейтинговые очки, названные Crown Points.
Gwent Open — турнир с призовым фондом 25 000 долларов США, в котором принимают участие 8 лучших игроков по итогам двухмесячного рейтингового сезона Pro Ladder. В Gwent Challenger с призовым фондом 100 000 долларов США принимают участие финалисты прошлых Gwent Open, люди, обладающие наибольшим количеством Crown Points, и два приглашённых игрока. В чемпионате мира Gwent World Masters с призовым фондом 250 000 долларов США участвуют 4 победителя Gwent Challenger и 4 игрока с наибольшим количеством рейтинговых очков.
Первый турнир Gwent Masters, Gwent Open #1, был проведён 25—26 августа 2017 года в рамках Gamescom. Итоговый турнир Gwent World Masters, который изначально планировалось провести в марте 2020 года, был перенесён на неопределённый срок из-за пандемии COVID-19

### Второй сезон Gwent Masters
С выходом обновления Homecoming было проведено несколько изменений в рейтинговой системе Gwent. Вместо отдельного игрового режима Pro Ladder был введён «Ранг Pro» (англ. Pro Rank), являющийся частью стандартного рейтингового режима; длина одного рейтингового сезона была уменьшена с 2 до 1 месяца, а количество матчей, которое необходимо сыграть за одну фракцию для того, чтобы её MMR был полностью учтён в итоговом рейтинге, было сокращено со 100 до 40.
9 января 2020 года начался второй сезон Gwent Masters. Число турниров было сокращено до четырёх Gwent Open, проводящихся раз в два месяца (апрель, июнь, август и октябрь), и одного Gwent World Masters, проводимого в декабре — таким образом, вся серия рассчитана на один 2020 год.

## Награды и критика
| Сводный рейтинг       | Сводный рейтинг |
| Агрегатор             | Оценка          |
| --------------------- | --------------- |
| Metacritic            | 80 %            |
| Иноязычные издания    |                 |
| Издание               | Оценка          |
| Game Informer         | 8,5             |
| Русскоязычные издания |                 |
| Издание               | Оценка          |
| PlayGround.ru         | 7,0             |
| «Игромания»           | 8,5 (бета)      |

### Критика до выпуска
В 2015 году Винс Ингенито из IGN опубликовал мнение, что «Гвинт» из игры «Ведьмак 3: Дикая Охота» является лучшей карточной игрой, чем Hearthstone, отметив трёхраундовую структуру матча и отсутствие по-настоящему сильных карт.
Матеуш Арашкевич с сайта Gry Online в 2016 году оценил бета-версию «Гвинта» в 8,6 балла из 10, отметив, что игру пришлось значительно переделать по сравнению с версией из «Ведьмака 3», однако это было сделано с сохранением духа оригинала. Дарья Буданова из «Игромании» в 2018 году оценила её в 8,5 балла из 10, похвалив игру за её продуманность, почти полное отсутствие случайности, лёгкое освоение и «ведьмачий дух», но покритиковав за малое число доступных игровых режимов, написав: «„Гвинт“ получился не только безумно красивым, в духе оригинальной игры, но и по-настоящему глубоким, что заметно уже на этапе открытой бета-версии». Камиль Островский из gram.pl в 2016 году покритиковал игру за то, что после прохождения обучения даётся слишком мало бочек, однако написал, что «это уже хорошая игра на данный момент, достаточно концептуально интересная и захватывающая». Ренат Рашевский в своей рецензии для «IGN Россия» отметил, что несмотря на большое количество багов и небольшое количество контента, «CD Projekt Red держат курс в верном направлении».

### Критика после выпуска
«Гвинт» получил положительные отзывы критиков: на агрегаторе рецензий Metacritic он имеет среднюю оценку 80 % на основе 6 рецензий. Суриэль Васкес из Game Informer поставил игре 8,5 баллов из 10, похвалив графическую составляющую, звук и простой интерфейс, написав: «Гвинт подтверждает, что величайшие идеи могут начинаться с малого». Алессандро Барбоса из GameSpot оценил игру в 8 баллов из 10, похвалив изменения в правилах «Гвинта» и очень щадящую экономику игры, однако отметил, что игра ощущается медленной, а различным способностям карт не хватает специальных визуальных эффектов. Олег Данилов из itc.ua присудил игре 4 балла из 5, посчитав плюсами игры необычную механику и графическую составляющую игры, а минусами — практически отсутствующий блеф и невысокий темп игры, написав: «обновлённый Gwent придётся по душе не всем, но это по-своему интересная и глубокая игра». Хуберт Сосновский из Gry Online поставил игре 7,5 баллов из 10, похвалив уютную музыку, высокое качество и хорошую графику, однако отметив некоторые пробелы в механике и незначительные технические проблемы. Гоша Берлинский из PlayGround.ru присудил игре 7 баллов из 10, отметив неплохой дизайн и увлекательную механику, однако раскритиковав малое количество отличий между фракциями и отметив, что итоговая версия «мало похожа на гвинт».

### Награды
Гвинт был номинирован на «Самую многообещающую новую киберспортивную игру» на SXSW Gaming Awards 2019 года и на «Лучший польский игровой арт» на Digital Dragons Awards 2019 года.

## Комментарии
1. 1 2 3  Поддержка консольных версий игры прекращена 9 июня 2020 года[1].
2. ↑  Английский, испанский, итальянский, китайский, корейский, немецкий, польский, португальский, русский, французский и японский языки.